# Бойко Андрій Михайлович
Бойко Андрій Михайлович (нар. 6 січня 1963; Яремче, Івано-Франківська область, УРСР) — доктор юридичних наук (2010), професор (2013), член Вищої ради правосуддя (з 04.2015), член Конституційної комісії (з 03.2015), член Ради з питань судової реформи при Президентові України (з 10.2014), екс-декан юридичного факультету Львівського національного університету імені Івана Франка (06.2003-11.06.2015).

## Життєпис
Народився Бойко Андрій Михайлович 6 січня 1963 року в місті Яремче Івано-Франківської області. Після закінчення школи працював у Яремчанському міському відділі зв'язку підсобним робітником 2-го розряду (1980—1981) та листоношею другого класу (1981—1982). Проходив військову службу у Збройних Силах колишнього Союзу (1983—1985).
Для Андрія Бойка рідним став юридичний факультет Львівського національного університету імені І. Франка, де у 1989 р. він отримав диплом про його закінчення. На юридичному факультеті університету Андрій Михайлович продовжив свій трудовий шлях. Працював лаборантом НДЧ Львівського державного університету імені Івана Франка у 1989 році. Голова Профкому студентів Львівського державного університету імені Івана Франка у 1989—1991 роках.
З 1991 по 1994 — аспірант аспірантури Львівського державного університету імені Івана Франка.
У 1994—1996 роках Андрій Бойко працював асистентом кафедри кримінального права і процесу юридичного факультету Львівського державного університету імені Івана Франка. З 1996 по 1996 рік виконував обов'язки завідувача кафедри основ права України Львівського державного університету імені Івана Франка. У 1996—1998 роках Андрій Бойко доцент кафедри кримінального права і процесу юридичного факультету Львівського державного університету імені Івана Франка.
Завідувач кафедри основ права України юридичного факультету Львівського національного університету імені Івана Франка (06.1998-03.2002). Виконувач обов'язки декана юридичного факультету Львівського національного університету імені Івана Франка (03.2002-06.2003).
Доцент кафедри кримінального права і кримінології юридичного факультету Львівського національного університету імені Івана Франка (06.2003-11.2003). Виконував обов'язки завідувача кафедри кримінального права і кримінології Львівського національного університету імені Івана Франка у 2003—2004 роках. Працював завідувачем кафедри кримінального права і кримінології Львівського національного університету імені Івана Франка з липня 2004 року по 1 жовтня 2014 року.
Призначений членом Вищої ради юстиції з'їздом представників юридичних вищих навчальних закладів та наукових установ та склав присягу члена Вищої ради юстиції 28 квітня 2015 року.
Бойко Андрій Михайлович був деканом юридичного факультету Львівського національного університету імені Івана Франка з червня 2003 по 11 червня 2015 року.
З 2019 року — професор кафедри кримінального та кримінального процесуального права НаУКМА.
У 2023 році взяв участь у конкурсі на посаду судді Конституційного Суду України.

## Родина

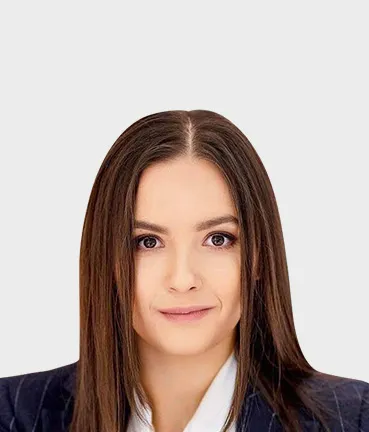
Наталія Бойко

Донька, Наталія Андріївна Бойко (народилася 7 вересня 1989 у Львові) — заступниця голови наглядової ради НАК «Нафтогаз України», радниця прем'єр-міністра України. Засновниця та керівниця Центру взаємодії з владою (GR) у Київській школі економіки. Обіймала посаду заступника міністра енергетики та вугільної промисловості України з питань європейської інтеграції. Координувала стратегічний напрямок розвитку паливно-енергетичного комплексу. Відповідала за координацію взаємодії з ЄС у галузі енергетики, з міжнародними організаціями та МФО (включаючи Світовий банк, ЄБРР, ЄІБ та інші). Має досвід координації проєктів з гармонізації українського енергетичного законодавства із законодавством ЄС, роботи з міжнародними фінансовими організаціями та іншими стейкхолдерами. Була членом бюро Комітету зі сталої енергетики ООН. Працювала консультантом з юридичних та енергетичних питань у державному і приватному секторах. Здобула юридичну освіту у Львівському національному університеті імені Івана Франка. Згодом продовжила навчання на юридичному факультеті Берлінського університету імені Гумбольдтів за програмою Erasmus, спеціалізуючись на праві Німеччини та ЄС. Також пройшла навчання в Інституті економіки енергетики в Токіо (Японія) – IEEJ, де вивчала енергетичну політику. Є випускницею Aspen Institute Kyiv.
Син, Олекса-Михайло Андрійович Бойко —  український військовослужбовець, старший лейтенант Національної гвардії України, учасник російсько-української війни, кавалер ордена «За мужність» III ступеня (2024).

## Наукові ступені та звання
- доцент (1995)
- кандидат юридичних наук (1998)
- доктор юридичних наук (2010)
- професор (2013)
- Заслужений юрист України (2019)[9].

## Доробок

### Монографія
- Бойко A.M. Детермінація економічної злочинності в Україні в умовах переходу до ринкової економіки (теоретико-кримінологічне дослідження): монографія / A.M. Бойко. — Львів: Видавничий центр ЛНУ ім. Івана Франка, 2008. — 380 с. ISBN 978-966-613-702-2

### Статті у наукових фахових виданнях
- Бойко A.M. Загальнотеоретичний аналіз соціально-економічнихта соціально-психологічних причин та умов економічної злочинності /A.M. Бойко II Вісник Львів, ун-ту. Сер. юрид. — 2000. — Вип. 35. — С.444-448.
- Бойко A.M. Проблеми запобігання організованій економічній злочинності / A.M. Бойко // Вісник Львів, ін-ту внутр. справ. — 2000. — № 2. — С. 136–139.
- Бойко A.M. Економічна злочинність в період переходу від соціалістичної до ринкової економіки / A.M. Бойко // Вісник Львів, ун-ту. Сер. юрид. — 2001. — Вип. 36. — С.512-517.
- Бойко A.M. Теоретичні концепції економічної злочинності в зарубіжній кримінології /A.M. Бойко // Наук. вісник Чернів. ун-ту. — Правознавство. — 2001. — Вип. 103. — С.93-95.
- Бойко A.M. Кримінологічна характеристика осіб, що вчиняють економічні злочини в зарубіжній кримінології / A.M. Бойко // Вісник Львів, ун-ту. Сер. міжнар. віднос. — 2001. — Вип. 4. — С.98-102.
- Бойко A.M. Проблемні питання визначення об'єкта злочинів у сфері господарської діяльності / A.M. Бойко // Вісник Львів, ін-ту внутр. справ. — 2001. — № 2. — С.139-143.
- Бойко A.M. Економічна злочинність як соціальне явище / A.M. Бойко // Вісник Львів, ун-ту. Сер. юрид. — 2002. — Вип. 37. — С.461-466.
- Бойко A.M. Еволюція економічної злочинності як соціального явища / A.M. Бойко // Наук, вісник Чернів. ук-ту: Зо. наук. пр. — Вип. 172: Правознавство. — Чернівці: Рута, 2003. — С. 109–112.
- Бойко A.M. Кримінологічна характеристика осіб, які вчиняють злочини у сфері економіки в складі злочинних організацій / A.M. Бойко // Наук, вісник Чернів. ун-ту: 36. наук. пр. — Вип. 180: Правознавство. — Чернівці: Рута, 2003. — С.115-118.
- Бойко A.M. Морально-етичні чинники економічної злочинності у період переходу до ринкової економіки / A.M. Бойко ,7 Наук, вісник Чернів. ун-ту: 36. наук. пр. — Вип. 187: Правознавство. — Чернівці: Рута, 2003. — С.106-108.
- Бойко A.M. Політичні причини та умови економічної злочинності в Україні у період переходу до ринкової економіки / A.M. Бойко // Вісник Львів, ун-ту. Сер. юрид. — 2004. — Вип. 39. — С. 427–431.
- Бойко A.M. Соціально-економічні причини та умови економічної злочинності в Україні у період переходу до ринкової економіки / A.M. Бойко // Вісник Львів, ун-ту. Сер. юрид. — 2004. — Вип. 40. — С.360-365.
- Бойко A.M. Соціально-психологічні передумови економічної злочинності в Україні у період переходу до ринкової економіки / A.M. Бойко // .Наук. вісник Чернів. ун-ту: Збірн. наук. пр. — Вип. 375: Правознавство. — Чернівці: Рута, 2007. — С.104-108.
- Бойко A.M. Соціально-ексномічні передумови економічної злочинності у період переходу до ринкової економіки / A.M. Бойко // Вісник Акад. прокуратури України. — 2007. — № 4. — С.22-27.
- Бойко A.M. Кримінологічна оцінка трансформації економіки України за ринковим типом: об'єктивні закономірності та результати суб'єктивного походження / A.M. Бойко // Вісник Львів, ун-ту. Сер. юрид. — 2007. — Вип. 45. — С.126-133.
- Бойко A.M. Політичні чинники сучасної економічної злочинності в Україні / A.M. Бойко // Наук, вісник Чернів. ун-ту: Збірн. наук. пр. — Вип. 385: Правознавство. — Чернівці: Рута, 2007. — С.І04-108.
- Бойко A.M. Теоретичні концепції сутності економічної злочинності у вітчизняній кримінології / A.M. Бойко // Наук, вісник Чернів. ун-ту: 36. наук. пр. — Вип.427: Правознавство. — Чернівці: Рута, 2007. — С.106-109.
- Бойко A.M. Організована економічна злочинність у період переходу України до ринкової економіки / A.M. Бойко // Вісник Львів, ун-ту. Сер. юрид. — 2003. — Вип. 46. — С.169-177.
- Бойко A.M. Соціально-управлінські передумови економічної злочинності в Україні в період переходу до ринкової економіки / A.M. Бойко // Наук. вісник Львів, держ. ун-ту внутр. справ. Сер. юрид. Львів: ЛьвДУВС, 2008. — Вип. 1. — С.320-327.
- Бойко A.M. Корупція як один з чинників сучасної економічної злочинності в Україні / A.M. Бойко II Вісник Нац. акад. прокуратури України. — 2008.-№ 1. — С.28-33.
- Бойко A.M. Недоліки правового регулювання як один з чинників сучасної економічної злочинності в Україні / A.M. Бойко // Вісник Нац. акад. прокуратури України. — 2008. — № 3. — С.44-48.
- Бойко A.M. Методологія пізнання економічної злочинності / A.M. Бойко // Вісник Львів, ун-ту. Сер. юрид. — 2008. — Вип. 47. — С. 153–163.
- Бойко A.M. Про поняття та основні ознаки економічної злочинності / A.M. Бойко // Вісник Національної Академії прокуратури України. — 2008. — № 4. — С.33-40.
- Бойко A.M. Детермінуючий комплекс економічної злочинності в умовах переходу України до ринкової економіки / A.M. Бойко // Наук. вісник Чернів. ун-ту: 36. наук. пр. — Вип. 435: Правознавство. — Чернівці: Рута, 2008. — С.96.-101.
- Бойко A.M. Недоліки діяльності правоохоронних та судових органів щодо запобігання та протидії економічній злочинності / A.M. Бойко // Вісник Львів, ун-ту. Сер. юрид. — 2009. — Вип. 48. — С. 216–224.
- Бойко A.M. Особливості детермінації економічної злочинності в умовах переходу до ринкової економіки / A.M. Бойко // Вісник Нац. акад. прокуратури України. — 2009. — № 1. — С.68-74.
- Бойко A.M. Детермінація злочинності як вид соціальної детермінації /A.M. Бойко // Право України. — 2009. — № 7. — С.39-44.